# Westmalle (Bier)

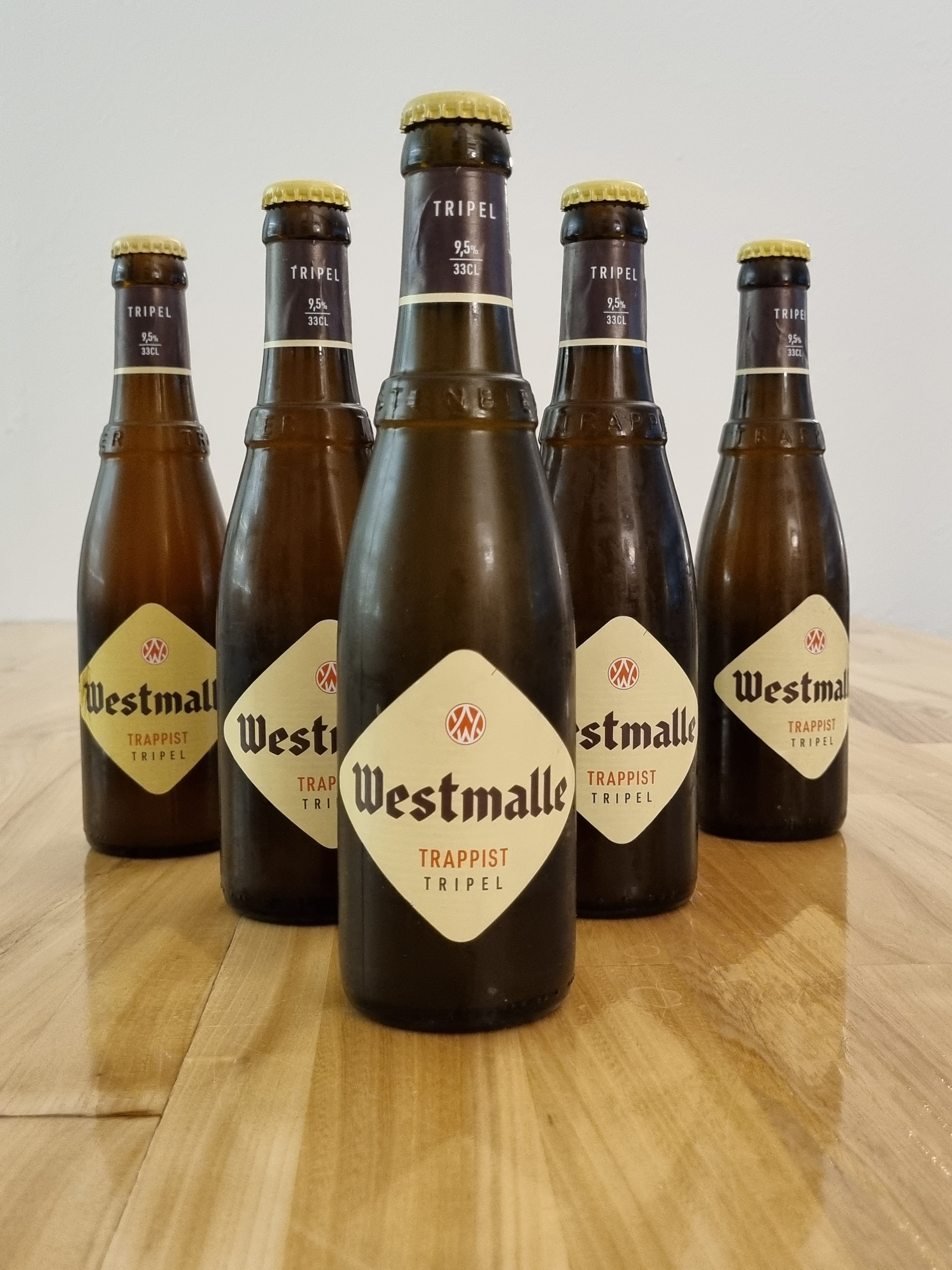
Westmalle Tripel (aktuelles Design)

Das Trappistenbier Westmalle wird in der Brauerei der Trappistenabtei Westmalle im belgischen Malle (Provinz Antwerpen) gebraut.
Neben Westmalle dürfen in Belgien nur vier weitere Trappistenbiere das gesetzlich geschützte Label Authentic Trappist Product tragen: Chimay, Orval, Rochefort und Westvleteren.

## Geschichte
Die Abtei von Westmalle wurde 1794 gegründet und erhielt den Status einer Trappistenabtei am 22. April 1836. Martinus Dom, der erste Abt, traf die Entscheidung, eigenes Bier zu brauen. Der erste Ausschank erfolgte am 10. Dezember des gleichen Jahres. Der örtliche Verkauf begann 1856, seit 1921 findet man das Bier auch im Handel.
Seit 1856 wird in Westmalle auch Dunkelbier gebraut, das aktuelle Dubbel lehnt sich aber an ein Rezept aus dem Jahre 1926 an.
1934 entwickelte die Brauerei das erste Tripel-Bier, dieses gilt heute als herausragendes Beispiel dieser Biersorte.
Im Jahr 1991 wurde die Brauerei modernisiert. Die heutige Jahresproduktion beträgt ca. 120.000 Hektoliter und die Abfüllkapazität liegt bei 45.000 Flaschen pro Stunde (2001).

## Biersorten

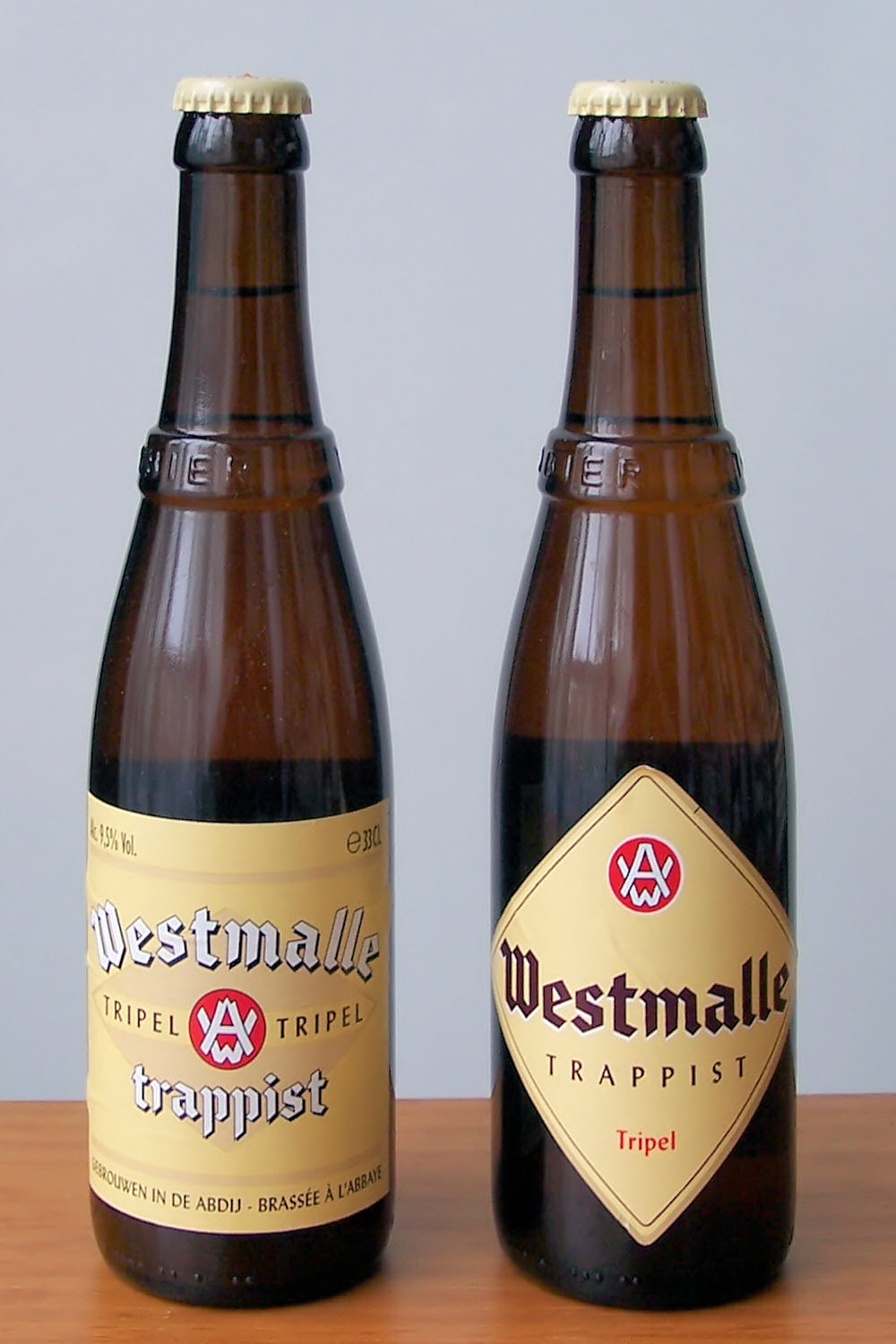
Design der „Tripel“-Flasche vor (links) und nach (rechts) 2006

Im freien Handel sind die folgenden Sorten erhältlich:
- Dubbel (7 % Vol. Alc.)
- Tripel (9,5 % Vol. Alc.)
- Extra  (4,8 % Vol. Alc.) wird nur zweimal im Jahr gebraut, war früher ausschließlich den Mönchen und ihren Gästen vorbehalten, kann aber jetzt auch in gut sortierten Getränkeläden gekauft werden.